# Egina (mitologia)

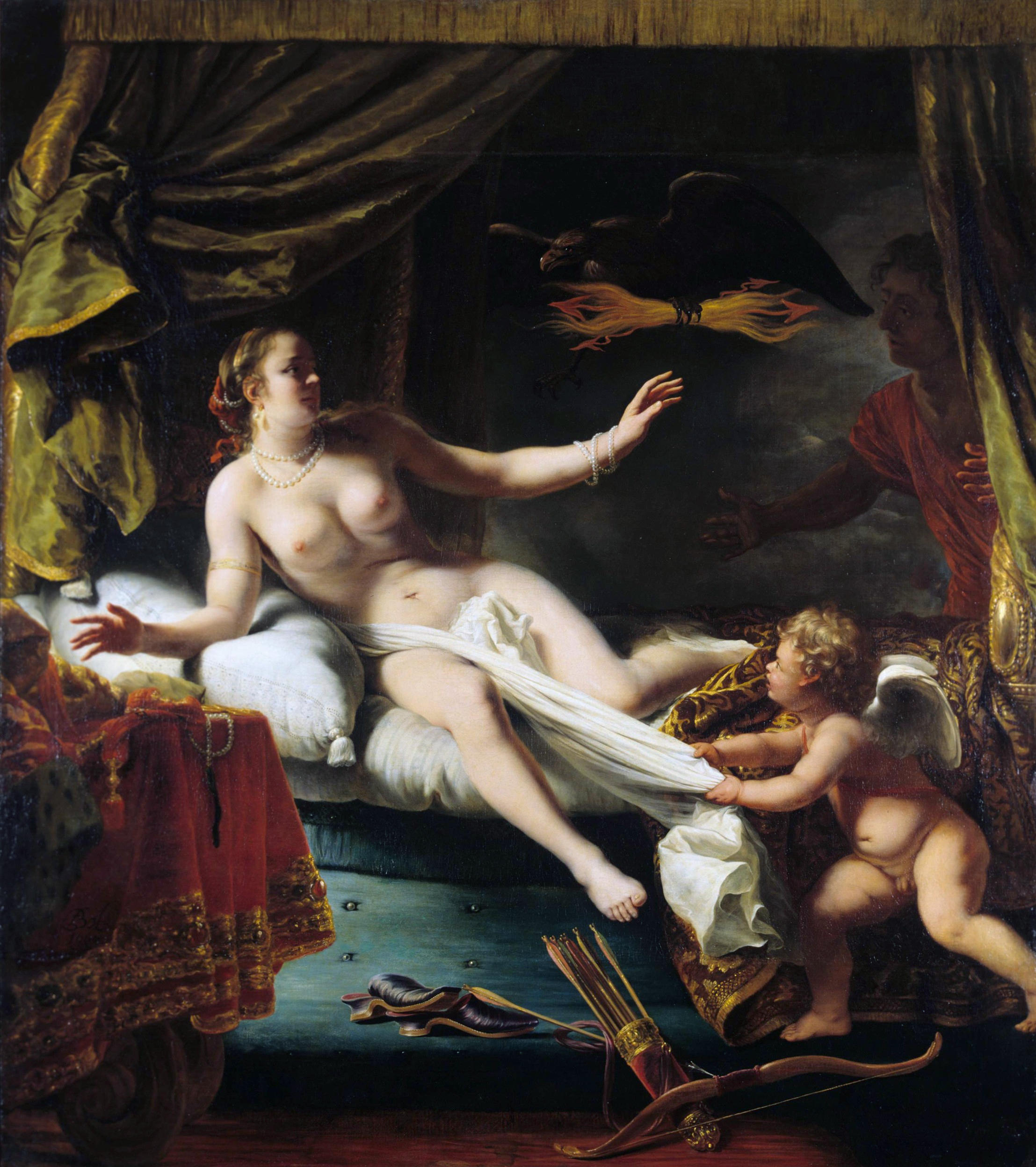
Αἴγινα

Segons la mitologia grega, Egina (en grec antic Αἴγινα, en llatí Aegīna) va ser una nimfa, filla del riu Asop i de Mètope.
Zeus es va enamorar d'ella, la va seduir transformat en una flama, la raptà i la dugué a l'illa d'Enone. El seu pare va recórrer tot el territori grec buscant-la, sense trobar-la. Sísif, que volia tenir una font d'aigua dalt de l'acròpoli de Corint, va explicar a Asop on podia trobar-la. Com a recompensa, Asop li va donar la font de Pirene. Més tard, Sísif va expiar aquesta traïció a l'Hades. Zeus va fulminar Asop amb el seu llamp i aquest va retornar al seu lloc d'origen. Des de llavors, el riu Asop porta carbó.
D'aquesta relació entre Zeus i Egina va néixer Èac, que va canviar el nom de l'illa d'Enone pel d'Egina, en honor de la seva mare.
Més tard, Egina va anar a Tessàlia on es casà amb Àctor. D'aquesta unió en va néixer un fill, Meneci, el pare de Pàtrocle.